# Тити на Хершковиц
Титито на Хершковиц (Callicebus dubius) е вид бозайник от семейство Сакови (Pitheciidae).

## Разпространение
Видът е разпространен в Боливия, Бразилия и Перу.